# 吉奧爾基一世
吉奧爾基一世（998年/1002年—1027年8月16日）是一位喬治亞國王（1014年至1027年在位）。他是巴格拉特三世的兒子，巴格拉季昂王朝的成員。

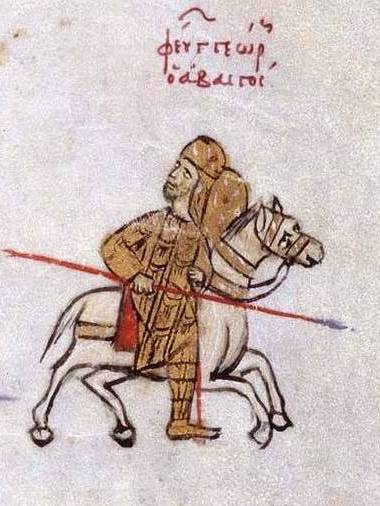
吉奧爾基一世

吉奧爾基一世在位期間與拜占庭帝國開戰，開始長達兩世紀的拜占庭－喬治亞戰爭。在1022年的斯芬達克斯戰役中吉奧爾基一世敗於拜占庭軍隊，並放棄了對塔奧地區的領土宣稱。吉奧爾基一世於1027年去世，由他的兒子巴格拉特四世繼承王位。